# Кларк (округ, Вашингтон)
Округ Кларк (англ. Clark County) — округ штата Вашингтон, США. Население округа на 2000 год составляло 345 238 человек. Административный центр округа — город Ванкувер.

## История
Округ Кларк основан в 1845 году. Назван в честь путешественника Уильяма Кларка.

## География
Округ занимает площадь 1626,5 км2.

## Демография
Согласно переписи населения 2000 года, в округе Кларк проживало 345 238 человек (данные Бюро переписи населения США). Плотность населения составляла 212,3 человек на квадратный километр.